# Gnophos diffiniaria
Gnophos diffiniaria là một loài bướm đêm trong họ Geometridae.